# Hong Kong Senior Challenge Shield 2005/06
Der Hong Kong Senior Challenge Shield 2005/06, auch als HKFA Senior Shield bekannt, war die 104. Austragung eines K.-o.-Fußballwettbewerbs in Hongkong. Teilnehmer waren die acht Mannschaften der ersten Liga, der Hong Kong Premier League. Das Turnier begann am 4. März 2006 und endete mit dem Finale im Mong Kok Stadium am 19. März 2006. Titelverteidiger war der Xiangxue Sun Hei.

## Termine
| Runde         | Datum                     |
| ------------- | ------------------------- |
| Viertelfinale | 4. März 2006 5. März 2006 |
| Halbfinale    | 12. März 2006             |
| Finale        | 19. März 2006             |

## Viertelfinale
|                                 | Ergebnis |                |
| ------------------------------- | -------- | -------------- |
| 4. März 2006 (Mong Kok Stadium) |          |                |
| Kitchee SC                      | 2:0      | South China AA |
| 4. März 2006 (Mong Kok Stadium) |          |                |
| Xiangxue Sun Hei                | 2:0      | Buler Rangers  |
| 5. März 2006 (Mong Kok Stadium) |          |                |
| Dongguan Lanwa FC               | 1:0      | Hong Kong 08   |
| 5. März 2006 (Mong Kok Stadium) |          |                |
| Happy Valley AA                 | 3:0      | Citizen AA     |

## Halbfinale
|                                   | Ergebnis              |                   |
| --------------------------------- | --------------------- | ----------------- |
| 12. März 2006 (Mong Kok Stadium)  |                       |                   |
| Kitchee SC                        | 2:0                   | Dongguan Lanwa FC |
| 12. März 2006 (Hong Kong Stadium) |                       |                   |
| Happy Valley AA                   | 1:1 n. V. (7:6 i. E.) | Xiangxue Sun Hei  |

## Finale
|                                  | Ergebnis |                 |
| -------------------------------- | -------- | --------------- |
| 19. März 2006 (Mong Kok Stadium) |          |                 |
| Kitchee SC                       | 3:0      | Happy Valley AA |